# 大顎小脂鯉
大顎小脂鯉，為輻鰭魚綱脂鯉目脂鯉亞目脂鯉科的其中一個種。分布於南美洲巴拉圭河、巴拉那河及烏拉圭河流域，體長可達100公分，棲息在底中層水域，以魚類及甲殼類為食，生活習性不明可做為食用魚及養殖魚及觀賞魚，水族市面上稱為黃金河虎。